# Sirpa Pietikäinen
Sirpa Pietikäinen (ur. 19 kwietnia 1959 w Parikkali) – fińska polityk i ekonomistka, deputowana do Eduskunty, minister środowiska (1991–1995), posłanka do Parlamentu Europejskiego VI, VII, VIII, IX i X kadencji (2008–2024, od 2024).

## Życiorys
Ukończyła w 1986 ekonomię w Helsińskiej Wyższej Szkole Handlu. Na tej samej uczelni odbyła też studia doktoranckie. Zajęła się pracą naukową, prowadząc wykłady z teorii negocjacji na macierzystej uczelni, a od 2003 także na Uniwersytecie Joensuu.
Należy do Partii Koalicji Narodowej. Od 1989 do 1995 pełniła funkcję wiceprzewodniczącej tego ugrupowania. W latach 1981–1992 była radną miejscowości Hämeenlinna, następnie przez rok radną prowincji Häme. Pomiędzy 26 kwietnia 1991 a 12 kwietnia 1995 zajmowała stanowisko ministra środowiska w gabinecie, na którego czele stał Esko Aho. Pełniła także szereg funkcji społecznych. Od 2000 do 2005 była przewodniczącą Światowej Federacji Stowarzyszeń ONZ, a w okresie 1996–2007 stała na czele krajowego stowarzyszenia zrzeszonego w tej organizacji.
Od 1983 do 2003 sprawowała mandat deputowanej do fińskiego parlamentu – Eduskunty. W 2003 została skazana na karę pozbawienia wolności z warunkowym zawieszeniem jej wykonania i pięciomiesięczny zakaz prowadzenia pojazdów za prowadzenie samochodu w stanie nietrzeźwości.
W 2004 bez powodzenia kandydowała do Parlamentu Europejskiego. Mandat posłanki objęła jednak w 2008 w miejsce Alexandra Stubba, powołanego w skład fińskiego rządu. W wyborach europejskich w 2009, 2014 i 2019 skutecznie ubiegała się o reelekcję. Nie utrzymała mandatu w 2024, powróciła jednak do PE w grudniu tego samego roku (w miejsce Henny Virkkunen).

## Odznaczenia
Odznaczona Orderem Białej Róży Finlandii.